# Leonz Gurdi
Leonz Gurdi (* 24. Februar 1814 in Doppleschwand; † 21. April 1891 in Luzern) war ein Schweizer Jurist und Politiker.

## Leben
Als Sohn eines Bauern geboren, besuchte Gurdi die Rechtsschule in Freiburg im Uechtland und studierte Rechtswissenschaften in Bern und Jena. Während seines Studiums in Jena wurde er 1838 Mitglied der burschenschaftlichen Gesellschaft auf dem Burgkeller und 1839/40 der Fürstenkeller-Burschenschaft. 1841 wurde er Fürsprech in Ruswil. Er war Anhänger der Liberalen und wurde wegen seiner Beteiligung an den Freischarenzügen verurteilt. Er wurde Advokat in Luzern, war von 1851 bis 1854 Oberrichter, dann bis 1860 Präsident des städtischen Bezirksgerichts. 1866 bis 1871 war er Stadtpräsident von Luzern und gehörte dann bis 1875 dem Großen Stadtrat und dem Grossen Rat von Luzern an. Gurdi war auch Mitglied des Verwaltungsrates der Dampfschiff-Gesellschaft des Vierwaldstättersees.